# Župnija Sveta Barbara v Slovenskih goricah
Župnija Sveta Barbara v Slovenskih goricah je rimskokatoliška teritorialna župnija dekanije Maribor mariborskega naddekanata, ki je del nadškofije Maribor.